# دیوید سداریس
دیوید ریموند سداریس (به انگلیسی: David Raymond Sedaris) نویسنده، طنز پرداز و برنامه‌ساز مشهور رادیو در آمریکا است.
سداریس عمدهٔ شهرتش را مدیون داستانهای کوتاه از زندگی شخصی خویش است که ماهیتی فکاهی و طعنه‌آمیز دارند و نویسنده در آنها به تفسیر مسائل اجتماعی می‌پردازد.  وی در آثارش به مسائلی همچون زندگی خانوادگی، بزرگ شدن در خانواده‌ای از طبقه‌ای متوسط در حومهٔ شهر رالی، همجنس‌گرایی، پیشینه و فرهنگ یونانی‌اش، مشاغل مختلف، تحصیل و مصرف مواد مخدر می‌پردازد و از تجربهٔ زندگی در فرانسه و انگلستان به همراه شریک زندگیش هیو همریک می‌گوید.
دیوید سداریس برادر ایمی سداریس هنرپیشهٔ آمریکایی است.

## آثار
داستانها و مجموعه مقالات دیوید سداریس عبارتند از:
- تب بشکه (۱۹۹۴) (به انگلیسی: Barrel Fever)، ترجمه: علی مجتهدزاده، ناشر: بنگاه ترجمه و نشر کتاب پارسه (1397)
- برهنه (۱۹۹۷) (به انگلیسی: Naked)
- تعطیلات بی‌دغدغه (۱۹۹۷) (به انگلیسی: Holidays on Ice)، ترجمه میلاد زکریا، ناشر: بنگاه ترجمه و نشر کتاب پارسه (1397)
- بالأخره یک روزی قشنگ حرف می‌زنم (۲۰۰۰) (به انگلیسی: Me Talk Pretty One Day) ترجمه: پیمان خاکسار، ناشر: نشر چشمه.
- مخمل و جین تن خانواده‌ات کن(۲۰۰۴) (به انگلیسی: Dress Your Family in Corduroy and Denim)، ترجمه: پویان رجایی، ناشر: بنگاه ترجمه و نشر کتاب پارسه (1397)
- کودکان در برابر مجسمه هرکول بازی می‌کنند (ناشر، ۲۰۰۵) (به انگلیسی: Children Playing Before a Statue of Hercules)
- آنگاه که شعله‌ها تو را می‌بلعند (۲۰۰۸) (به انگلیسی: When You Are Engulfed in Flames)
- سنجاب در جستجوی موش خرمایی (۲۰۱۰) (به انگلیسی: Squirrel Seeks Chipmunk: A Modest Bestiary)[۲]
- مادر بزرگت رو از اینجا ببر، ترجمه: پیمان خاکسار، ناشر: نشر چشمه (۱۳۹۶)
- کالیپسو (۲۰۱۸) (به انگلیسی: Calypso)، ترجمه: جلیل جعفری، ناشر: بنگاه ترجمه و نشر کتاب پارسه (۱۳۹۸)، ترجمه: رضا اسکندری‌آذر، ناشر: انتشارات سنگ (۱۳۹۷)، ترجمه: سولماز دولت‌زاده، ناشر: انتشارات خوب (۱۳۹۸)